# Czesław Lang
Czesław Lang (nascido em 17 de maio de 1955) é um ex-ciclista profissional polonês. Venceu a edição de 1980 da Volta à Polônia. Competiu nos Jogos Olímpicos de Verão de 1976 e 1980, conquistando a medalha de prata em 1980 na prova de estrada individual.
Desde 1993, Lang tem sido diretor da Volta à Polônia.[carece de fontes?]